# Hohenfelde (Mecklenburg)
Hohenfelde település Németországban, Mecklenburg-Elő-Pomeránia tartományban, az Amt Bad Doberan-Land-hoz tárózik. Lakosainak száma 789 fő (2023. december 31.).

## Története
Hohenfelde írott forrásban elsőként 1177-ben tűnik fel már Putechowe nevén.

## A település részei
Hohenfeldehoz tartozik Neu Hohenfelde és 1950-től Ivendorf.

## Galéria

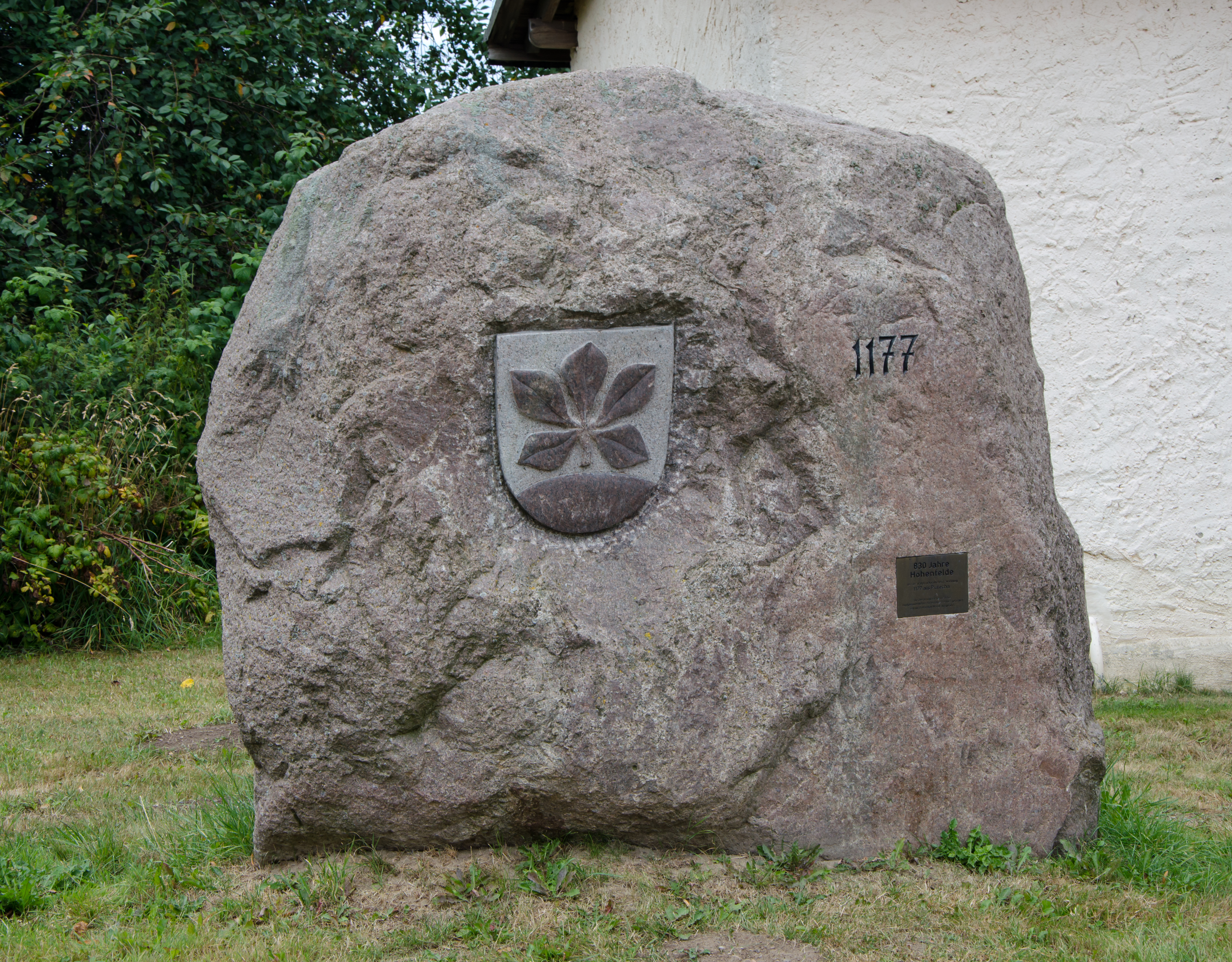
A vándorkő az emléktáblával az első említésere 1177-ben
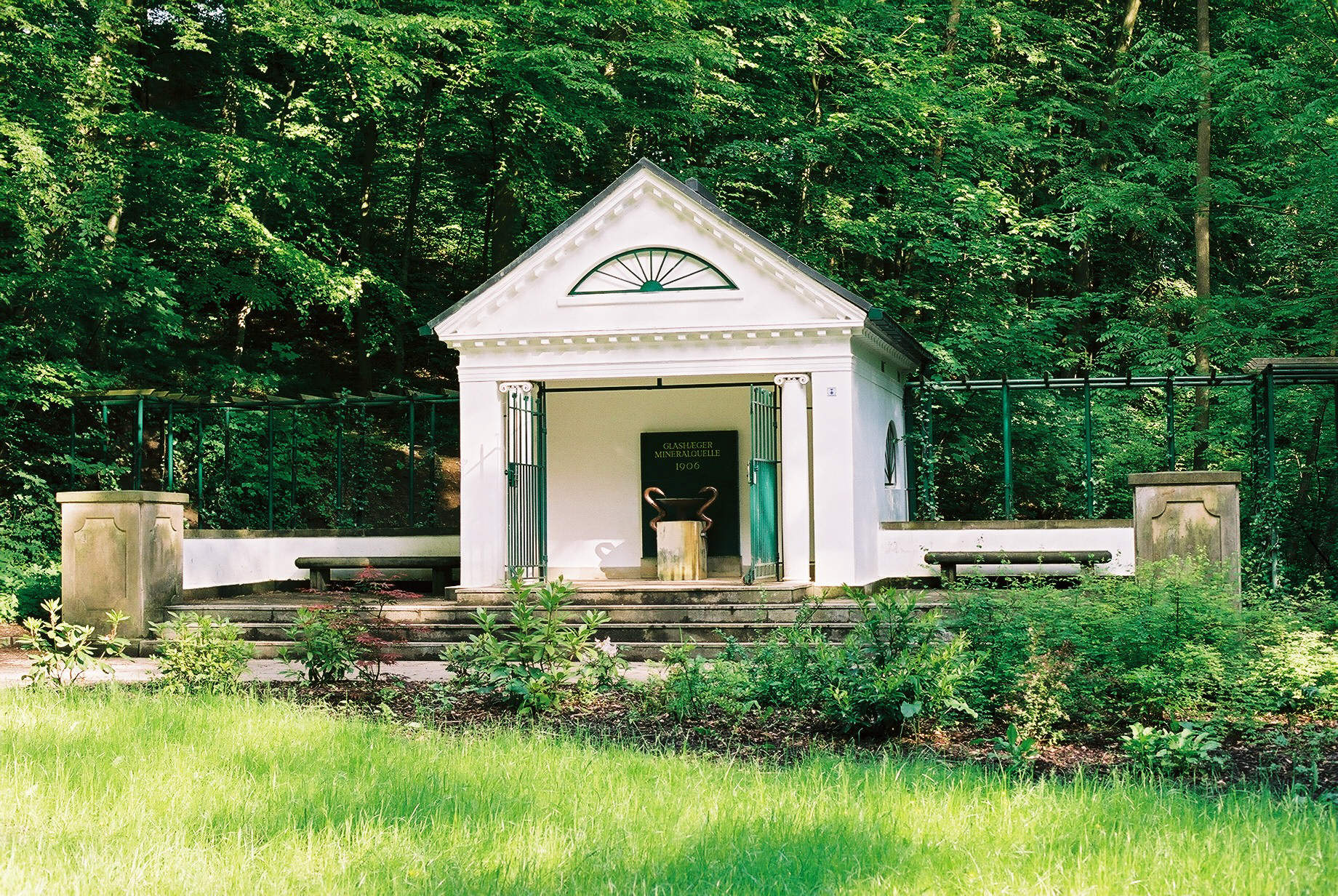
A quellentali forrás
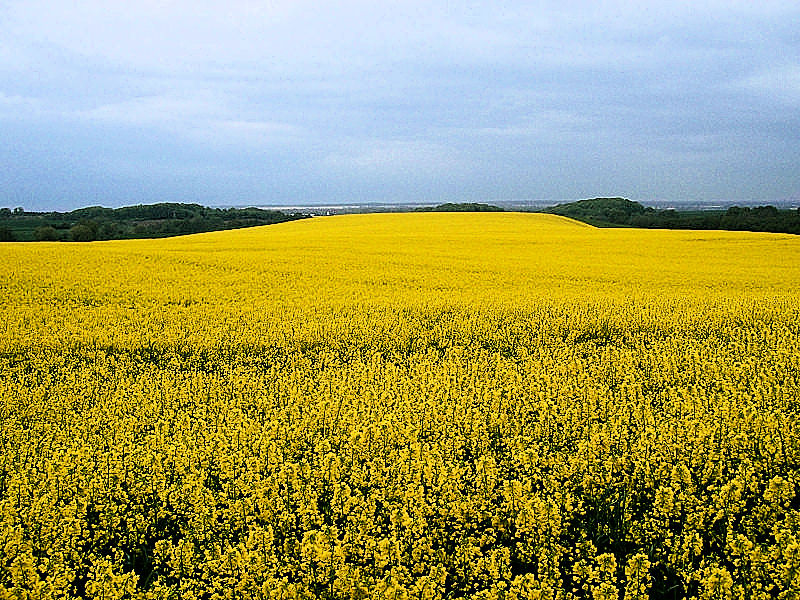
Látvány a Balti-tenger fele

## Népesség
A település népességének változása:
| Lakosok száma | 810  | 797  | 784  | 795  | 789  |
|               | 2017 | 2019 | 2021 | 2022 | 2023 |